# Fly All Ways
Fly All Ways (FAW) ist eine private Fluggesellschaft in Suriname. Sie hat ihren Sitz in Paramaribo und Heimatbasis ist der Flughafen Paramaribo/Zanderij. Der erste kommerzielle Flug erfolgte am 22. Januar 2016. FAW ist eine Tochtergesellschaft der Blue Wing Airlines.

## Flugziele
Fly All Ways bietet Flüge im nördlichen Teil von Südamerika und der karibischen Region an. Seit Oktober 2019 flog die Airline zusammen mit dem Partner AirExplore aus der Slowakei zeitweise sechsmal pro Woche mit der Boeing 737-800 Direktflüge vom Flughafen Suriname/Zanderij nach Kuba.

## Flotte

### Aktuelle Flotte
Mit Stand April 2025 besteht die Flotte der Fly All Ways aus drei Flugzeugen mit einem Durchschnittsalter von 28,9 Jahren:
| Flugzeugtyp     | aktiv | bestellt | Anmerkungen  | Sitzplätze (Business/Eco) | Durchschnittsalter |
| --------------- | ----- | -------- | ------------ | ------------------------- | ------------------ |
| Airbus A320-200 |       | 1        |              | 150 (12/138)              |                    |
| Fokker 70       | 3     |          | eine inaktiv | 80 (-/80)                 | 28,9 Jahre         |
| Gesamt          | 3     | 1        |              |                           | 28,9 Jahre         |

### Ehemalige Flugzeugtypen
- Boeing 737-800